# Arctosa renidescens
Arctosa renidescens là một loài nhện trong họ Lycosidae.
Loài này thuộc chi Arctosa. Arctosa renidescens được Jan Buchar & Konrad Thaler miêu tả năm 1995.